# 青島站 (日本)

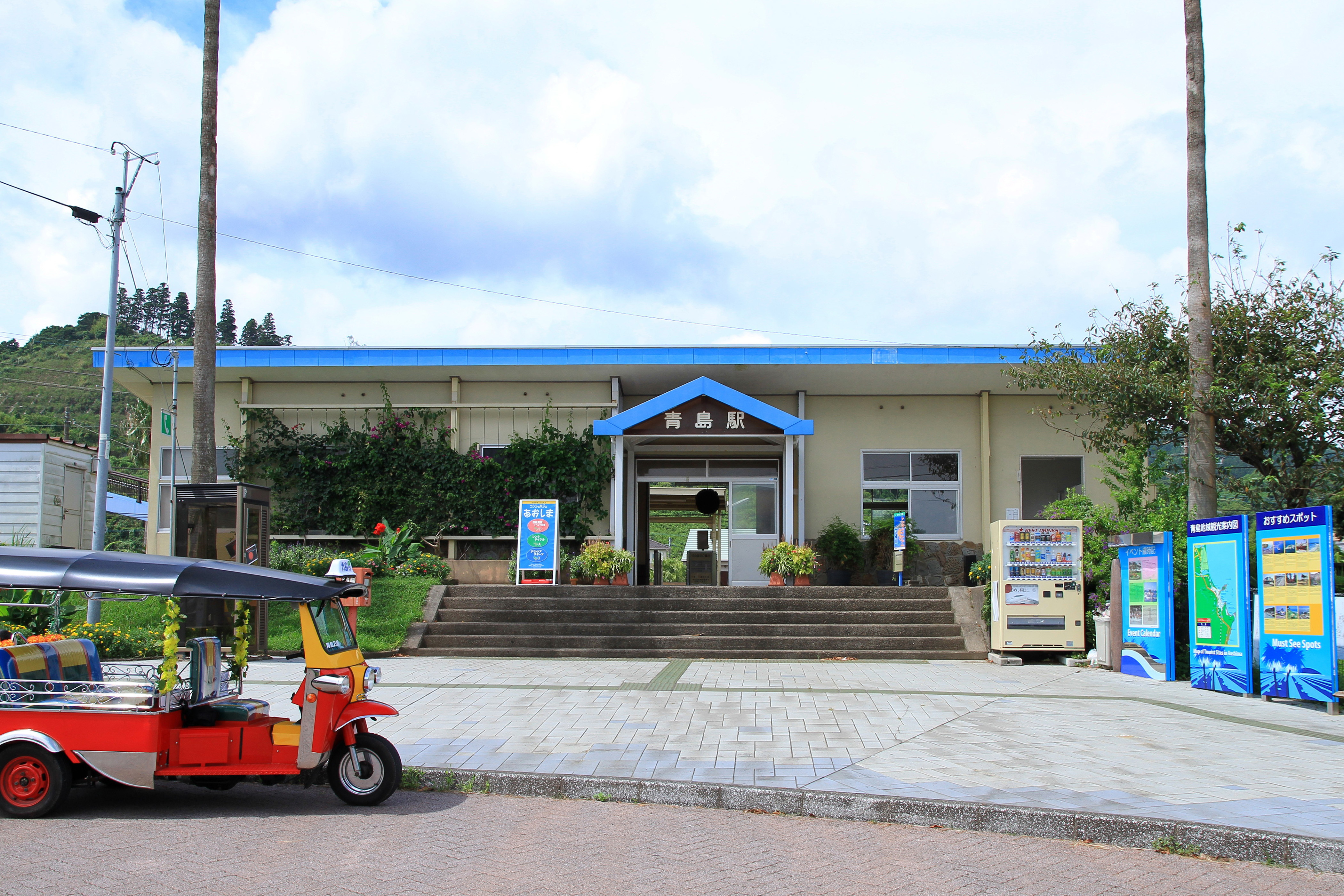
未改裝翻新前的站房(2011年8月)

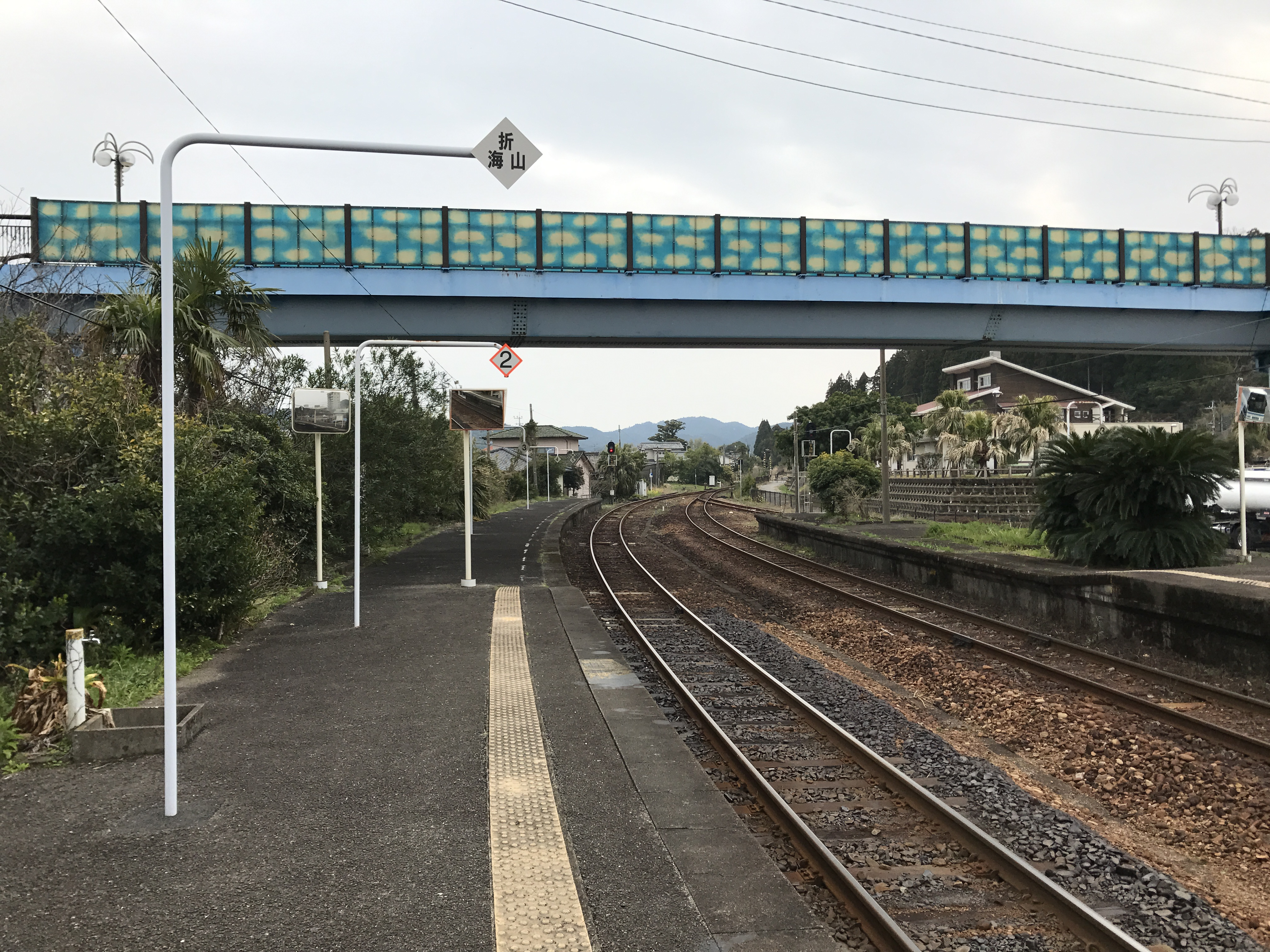
往折生迫方向的月臺(2017年3月)

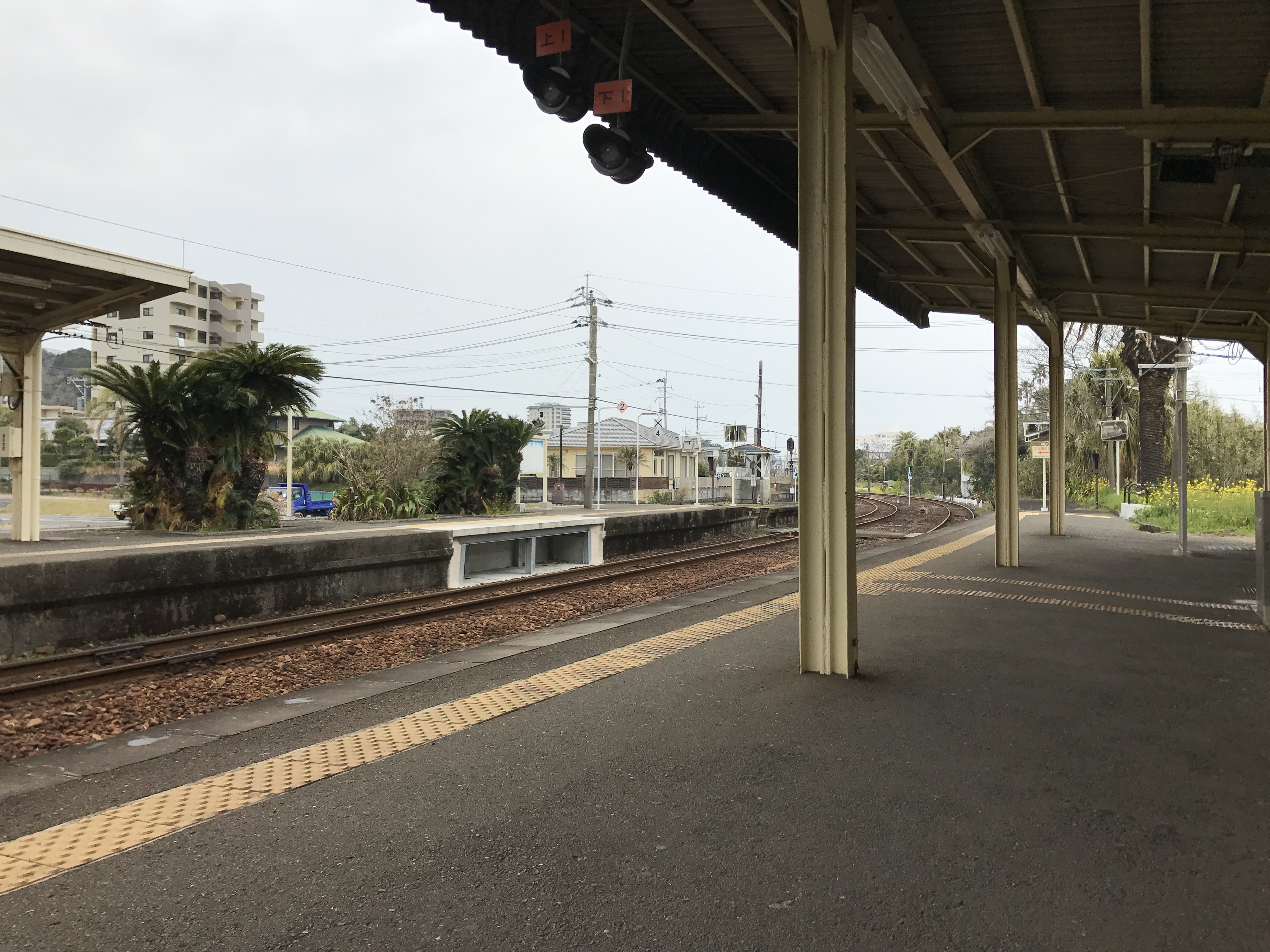
往子供之國方向的月臺(2017年3月)

青島站（日语：／ Aoshima eki */?）是位於宮崎縣宮崎市青島，九州旅客鐵道（JR九州）的日南線車站。為旅遊觀光地青島所在地。停靠所有特級的列車，包括日南線內唯一的旅遊特急「海幸山幸號」。

## 車站構造

### 站房
以水泥及木板所搭成的單層站房一座。2020年進行翻新。站房中央為車站出入口、驗票口及通道；左側為已停用的站務室，曾經有NPO法人營運的觀光資訊，出租單車等青島禮賓部。後來在2013年關閉，售票窗口已被圍封，現時則放置了一組投幣式儲物櫃；右側為候車室，設有3張木製長櫈，過往候車室的部份位置亦曾設有便利商店Kiosk，現時也已經被拆去。最右側為男、女獨立式洗手間，但男洗手間入口位於站外；女洗手間入口則位於1號月台上。
驗票口仍然保留以往人手驗票的當值櫃位。

### 月台
設有側式月台和島式月台各1個，共設2面3線。各月台之間以站內平交道連接。每天早上及晚上各有1班的普通區間列車以此站為終點站。另外自田吉站起，要一直至本站才可以進行列車交會，所以現行時間表下，亦安排了部份班次在此交會。
月台上的車站看板採用了藍、黃配色，並配有代表青島神社的鳥居，以及在青島海濱滑浪的圖案。
側式月台上設有一張木製長櫈，亦有連接站房的月台上蓋。至於前往島式月台的平交道則設於月台末端向子供之國方向。
| 月台 | 路線    | 上下行 | 方向                   | 備註                        |
| ---- | ------- | ------ | ---------------------- | --------------------------- |
| 1    | ■日南線 | 下行   | 油津、南鄉、志布志方向 | 全部下行列車                |
| 1    | ■日南線 | 上行   | 南宮崎方向             | 只限每天08:28往南宮崎的班次 |
| 2    | ■日南線 | 上行   | 南宮崎、宮崎方向       | 除兩班外所有上行列車        |
| 3    | ■日南線 | 上行   | 宮崎方向               | 只限05:58的始發班次         |

## 歷史
- 1963年5月8日：車站啟用[1]>。
- 1987年4月1日：隨國鐵分割民營化，車站由九州旅客鐵道（JR九州）營運[1][2][3]。
- 1992年12月1日：成為無人車站。
- 2009年10月10日：車站大樓內加設青島禮賓部。
- 2020年4月6日 ：車站大樓外觀翻新為「海外之海景房」風的建築物[4]。
- 2025年度內：預計可以使用IC卡「SUGOCA」[5][6]。

## 使用狀況
車站周邊有相對較密集的民居，亦為著名的旅遊景點，不過每天的平均使用人數仍未足100人。JR九州自2016年度起再沒有公佈本站的使用人數，亦因每日平均人數少於100人，連列入附錄表的機會也沒有。
以下為近年的乘車人次列表。
| 年度     | 1日平均 乘車人次 |
| -------- | ---------------- |
| 1996     | 132              |
| 1997     | 143              |
| 1998     | 140              |
| 1999     | 130              |
| 2000     | 120              |
| 2001     | 111              |
| 2002     | 99               |
| 2003     | 93               |
| 2004     | 76               |
| 2005     | 71               |
| 2006     | 58               |
| 2007     | 57               |
| 2008     | 54               |
| 2009     | 56               |
| 2010     | 51               |
| 2011     | 53               |
| 2012     | 60               |
| 2013     | 57               |
| 2014     | 54               |
| 2015     | 62               |
| 2016     | 86               |
| 2017以後 | <100             |

## 車站周邊
除了有「鬼之洗衫板」稱呼的青島外，青島神社、 青島溫泉、宮交植物園（亞熱帯植物園）也是著名的觀光點。

## 相鄰車站
九州旅客鐵道（JR九州）
■日南線
■觀光特急「海幸山幸」號
子供之國－青島－北鄉
■快速「日南海洋號」
子供之國－青島－伊比井
■普通
子供之國－青島－折生迫

## 外部連結
- JR九州青島站 （页面存档备份，存于）